# نواه ديلغادو
نواه ديلغادو (بالإنجليزية: Noah Delgado)‏ (30 ديسمبر 1979 في الولايات المتحدة - ) هو لاعب كرة قدم أمريكي في مركز الوسط. شارك مع منتخب بورتوريكو لكرة القدم. أما مع النوادي، فقد لعب مع Puerto Rico Islanders ‏ وRochester Rhinos ‏ وPortland Timbers (2001–2010) ‏ وEast Bay FC Stompers ‏ وSyracuse Salty Dogs ‏.

## وصلات خارجية
- نواه ديلغادو على موقع قاعدة بيانات كرة القدم.إي يو (الإنجليزية)
- نواه ديلغادو على موقع ناشيونال فوتبول تيمز (الإنجليزية)